# جوزيف-ماري قروس
جوزيف-ماري قروس هو سياسي فرنسي، ولد في 23 مايو 1742 في ليون في فرنسا، وتوفي في 3 سبتمبر 1792 في باريس في فرنسا. انتخب نائب فرنسي.